# أرون كيلتون
أرون كيلتون (بالإنجليزية: Aaron Kelton)‏ هو لاعب كرة قدم أمريكية أمريكي، ولد في 1974 في بوسطن في الولايات المتحدة.